# Ванчо Питошески
Иван (Ванчо) Михайлов Питошески (на македонска литературна норма: Ванчо Питошески) е югославски комунистически партизанин.

## Биография
Ванчо Питошески е роден в 1922 година в Горна Влашка махала на Охрид тогава в Кралството на сърби, хървати и словенци. Учи четири години при църквата „Свети Георги“, но тъй като семейството е седемчленно, не може да си позволи да продължи да учи в гимназия и започна да работи. Работи като келнер и готвач в хотел „Сръбски крал“ на Андон Радич, като същевременно посещава занаятчийското училище „Свети Сава“, където учи кръчмарство. Влиза в синдикалното движение и става член на Съюза на комунистическата младеж на Югославия.
В 1942 година е мобилизиран от българските власти и изпратен в Стара България. След една година се връша в Охрид и отново започва да работи в същия хотел, който вече носи името „Санстефанска България“. През аавгуст 1944 година се присъединява към комунистическите партизани и влиза в Охридско-Стружката бригада, действаща срещу италианците в района на Дебърца. Загива край Струга в сражение с германски войски на 18 срещу 19 октомври 1944 година. Погребан е в гробищата на Оровник.
Името му носи средното училище по ресторантьорство и туризъм в Охрид, както и улица в града.